# حنش توماسي
حنش توماسي (الاسم العلمي: Coluber thomasi) (بالإنجليزية: Thomas' semi-banded racer)‏ هو نوع من الزواحف يتبع جنس الحنش من فصيلة الأحناش.